# Moncks Corner (Carolina del Sur)
Moncks Corner es un pueblo ubicado en el condado de Berkeley en el estado estadounidense de Carolina del Sur. Es sede del condado de Berkeley. El pueblo en el año 2000 tiene una población de 5.952 habitantes en una superficie de 11.6 km², con una densidad poblacional de 514.7 personas por km². 

## Geografía
Moncks Corner se encuentra ubicado en las coordenadas 33°11′48″N 80°0′24″O / 33.19667, -80.00667. Según la Oficina del Censo, el pueblo tiene un área total de 11,6 km² (4,5 mi²), de la cual 11,6 km² (4,5 mi²) es tierra y 0 km² (0 mi²) (0.0%) es agua.

## Demografía
En el 2000 la renta per cápita promedia del hogar era de $31.711, y el ingreso promedio para una familia era de $37.355. El ingreso per cápita para la localidad era de $15.202. En 2000 los hombres tenían un ingreso per cápita de $30.634 contra $21.796 para las mujeres. Alrededor del 17.60% de la población estaba bajo el umbral de pobreza nacional. 

### Localidades adyacentes
El siguiente diagrama muestra a las localidades en un radio de 28 kilómetros (17,4 mi) de Moncks Corner.

## Sitios de interés
En Moncks Corner se encuentran los restos del Canal Santee, inaugurado en 1800, el más viejo de Carolina del Sur y uno de los más antiguos del país. Hoy en un parque que lleva su nombre, junto al río Cooper. Otros atractivos son la Plantación Mulberry, de 1714, y el Monumento de la Viuda del Soldado Caulhen, de 1905.